# チアゴ・パグヌサット
チアゴ・パグヌサット（ポルトガル語: Tiago Pagnussat、1990年6月17日 - ）は、ブラジル・パラナ州出身のプロサッカー選手。ポジションはディフェンダー （センターバック）。イタリア系ブラジル人で国籍は両方。アヴァイFC所属。
スピードやビルドアップ能力には長けていないが、屈強な体格とパワーに恵まれており、ミドルシュートも放つほか、空中戦の強さは日本はおろかブラジルにおいてもトップクラスだった。
2021年、ACLベストイレブン受賞者。

## 来歴
クリシューマECの下部組織出身。2011年7月にカンピオナート・ブラジレイロ・セリエDのSEヴィラ・アウロラで選手初出場。2011年8月24日にSERカシアス・ド・スルに加入。当初は控えであったが、カンピオナート・ブラジレイロ・セリエCで14試合に出場した。2013年1月に18ヶ月の契約でグアラニFCに加入。カンピオナート・パウリスタではレギュラーであったが最下位に沈み、5月に契約解除し古巣に戻った。
カンピオナート・ガウショとカンピオナート・ブラジレイロ・セリエCで活躍し、カンピオナート・ブラジレイロ・セリエAのアトレチコ・ミネイロに4年契約で加入。10月25日に初出場しフリーキックで初得点。
2021年1月21日、セアラーSCからJ1リーグのセレッソ大阪に完全移籍することが発表された。圧倒的なヘディングの強さや強力なミドルシュートを披露し、国内で5得点、ACLで3得点を記録、ACLではベストイレブンに選出された。リーグ戦ではダンクレーとセンターバックのコンビを組みパワープレーに対して圧巻の強さをみせるなど長所を発揮していたが、ダンクレーの中東への移籍でコンビは解消、また若手の西尾隆矢の台頭もあって先発から外れることも増えた。さらにはレヴィー・クルピ監督のサッカーは組織的ではなく、個人の組み合わせ頼みの中、自身の積極的に相手選手に飛び込むアグレッシブさと、ビルドアップ能力の乏しさや足の遅さが仇となって失点を招くなど守備が安定しなかった。当時残留争いをしていたチームの再建を託された小菊昭雄監督就任後はベンチ外になり、シーズン通してレギュラーとして定着することはできなかった。
2021年12月29日、名古屋グランパスへ期限付き移籍することが発表された。契約満了となり、ASローマ戦が最後の出場となった。
2023年からセアラーSCに復帰。

## 日本での個人成績
| 国内大会個人成績 | 国内大会個人成績 | 国内大会個人成績 | 国内大会個人成績 | 国内大会個人成績 | 国内大会個人成績 | 国内大会個人成績 | 国内大会個人成績 | 国内大会個人成績 | 国内大会個人成績 | 国内大会個人成績 | 国内大会個人成績 |
| 年度             | クラブ           | 背番号           | リーグ           | リーグ戦         | リーグ戦         | リーグ杯         | リーグ杯         | オープン杯       | オープン杯       | 期間通算         | 期間通算         |
| 年度             | クラブ           | 背番号           | リーグ           | 出場             | 得点             | 出場             | 得点             | 出場             | 得点             | 出場             | 得点             |
| 日本             | 日本             | 日本             | 日本             | リーグ戦         | リーグ戦         | リーグ杯         | リーグ杯         | 天皇杯           | 天皇杯           | 期間通算         | 期間通算         |
| ---------------- | ---------------- | ---------------- | ---------------- | ---------------- | ---------------- | ---------------- | ---------------- | ---------------- | ---------------- | ---------------- | ---------------- |
| 2021             | C大阪            | 6                | J1               | 15               | 4                | 2                | 0                | 4                | 1                | 21               | 5                |
| 2022             | 名古屋           | 2                | J1               | 14               | 0                | 6                | 0                |                  |                  |                  |                  |
| 通算             | 日本             | 日本             | J1               | 15               | 4                | 2                | 0                | 4                | 1                | 21               | 5                |
| 総通算           | 総通算           | 総通算           | 総通算           | 15               | 4                | 2                | 0                | 4                | 1                | 21               | 5                |

## タイトル

### 個人
- AFCチャンピオンズリーグ・ベストイレブン：1回（2021年）